# والموتزولا
والموتزولا (به ایتالیایی: Valmozzola) یک کومونه در ایتالیا است که در استان پارما واقع شده‌است. والموتزولا ۶۷٫۷ کیلومتر مربع مساحت و ۶۳۲ نفر جمعیت دارد.